# Sondermann (Cartoon)

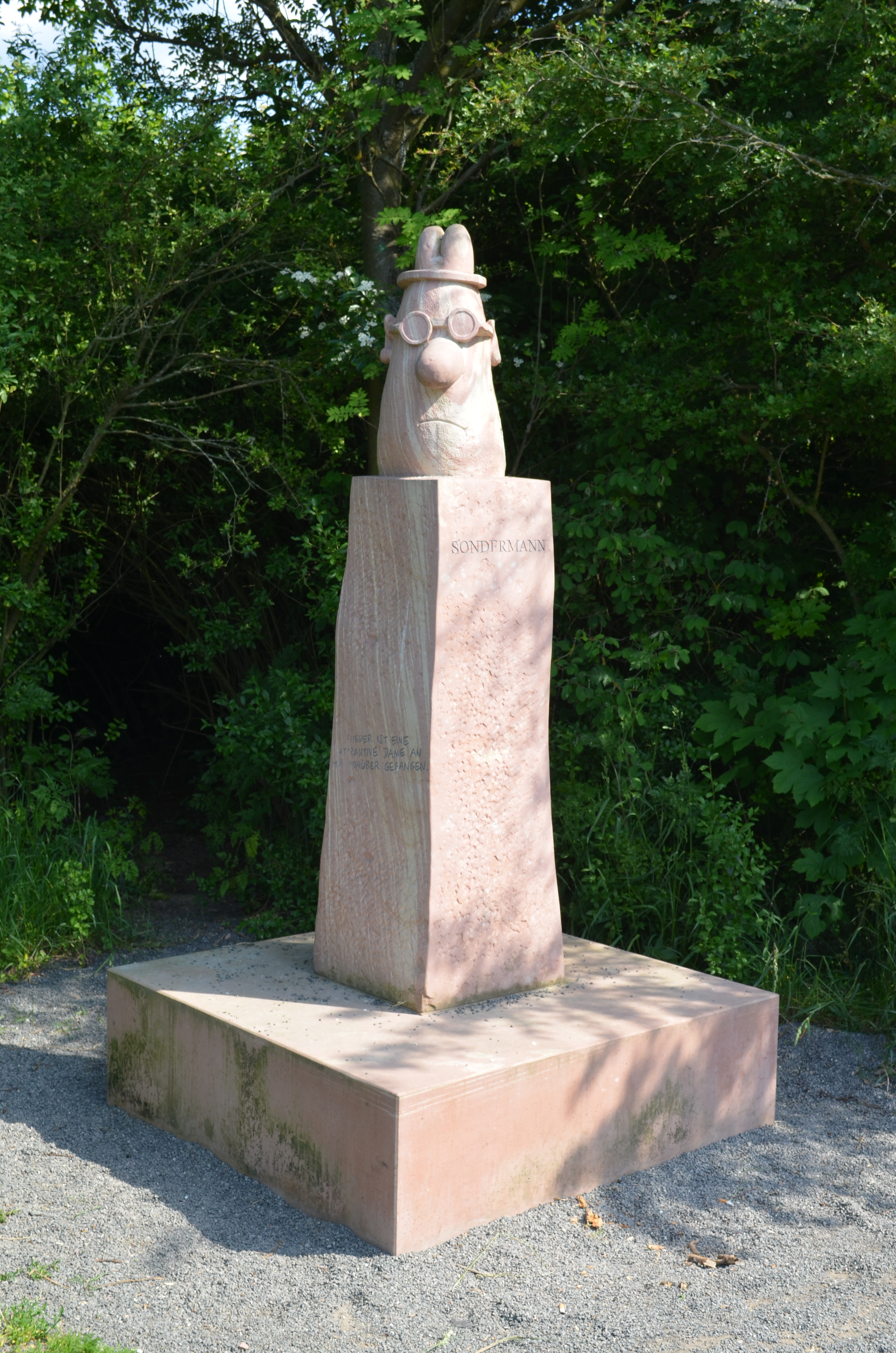
Sondermann-Denkmal in Frankfurt-Bonames

Sondermann ist eine Cartoon-Figur des Malers und Cartoonisten Bernd Pfarr, die bis August 1994 im Rahmen einer Kolumne gleichen Namens der Schriftstellerin Simone Borowiak und von 1987 bis August 2004 auch regelmäßig im Satiremagazin Titanic erschien. Vorbild für den Namen war Gerhard Sondermann, der erste Titanic-Verleger.
Sondermann ist die Schöpfung eines Zeichners, der, wie Bernd Pfarr selbst einmal sagte, „den Bildern die Realität austreiben“ will.

## Der Comic
Die Welt Sondermanns unterliegt eigenen, eigenwilligen Gesetzen: So ist in Sondermanns Firma das „Negerschrubben“ ein traditionelles Ritual, Sondermann und sein Chef bändigen ihren Hunger, indem sie „sich weich aneinander schmiegen“, das Verzehren eines Schnitzels oder das Hinaustragens des Abfalls sind gängige Yoga-Übungen, und Sondermann besiegt „den lieben Gott“ beim Tennisspiel.
Sondermanns Welt ist bevölkert von seltsamen Kreaturen:
- einem Nachbarn Schulze, der stets „zum Sprengen kommt“;
- dem lieben Gott;
- dem Fön-bewaffneten Superhelden Supererpel, der gar nicht so heldisch ist;
- den Gebrüdern Strittmatter, auch Nachbarn Sondermanns, die Pinguine sind und „in ihrer Freizeit Saurier sprengen“;
- dem von Sondermann aus unerfindlichen Gründen ungeliebten Mr. Sharp, „Herr über sieben Fliegen“, ebenfalls Pinguin und „neuester Stecher“ von Sondermanns Mutter;
- Herrn Detlev Siehlbeck, der stets einen toten Fisch mit sich führt und erwartet, dass man diesen streichelt;
- dem kleinen Hündchen Willi, dessen „freigeistige Ausführungen der Zubereitung seines Fresschens betreffend“ den Weltgeist derart beeindrucken, dass sie bei ihm zur Levitation führen;
- und nicht zuletzt Sondermann selbst: Buchhalter, alleinstehend und bildungsbeflissen, mit ausgeprägter musischer Seite und dabei nicht unempfänglich für erotische und homoerotische Reize.

Die frühen Sondermann-Folgen beschränkten sich weitgehend auf die Herr-Knecht-Beziehung zwischen Sondermann und seinem Chef. Aus diesem Grundkonflikt erwuchs erst im Lauf der Zeit das Pandämonium der oben aufgeführten Figuren. Nach Bekunden des Schriftstellers Robert Gernhardt entwickelte die Figur sehr schnell ein „Eigenleben“, auf das selbst die Titanic-Redaktion nicht vorbereitet war.

## Sondermann-Preis

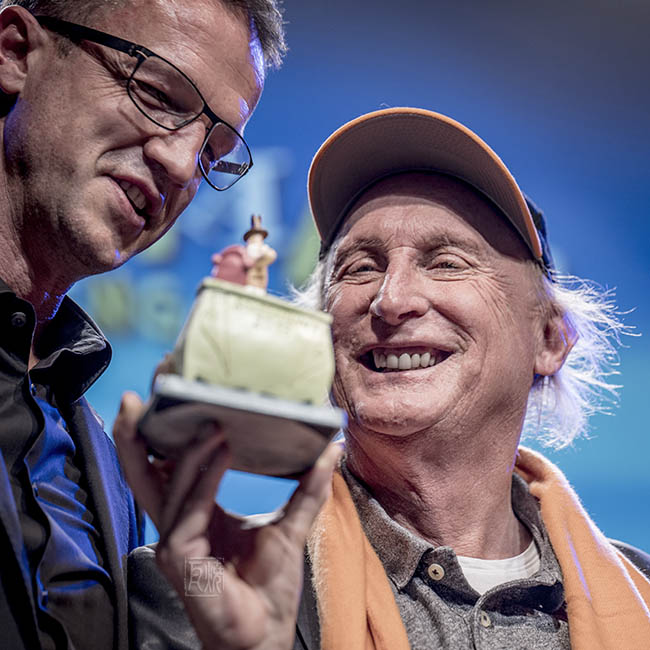
Otto Waalkes und Fredi Bobic bei der Sondermann-Preisverleihung in Frankfurt a. Main, November 2018.

Der Sondermann ist ein nach Bernd Pfarrs Figur benannter Kulturpreis, der zum ersten Mal 2004 verliehen wurde. Bis 2012 wurde der Preis von und auf der Frankfurter Buchmesse als Publikumspreis für Comics vergeben, gemeinsam mit der Frankfurter Rundschau (ab 2005) und dem Fachportal Comicforum. 2004 und 2006 war auch das Fachmagazin Comixene beteiligt, von 2007 bis 2010 Spiegel Online. Seit 2005 wurde von einer Jury Zeichnern jenseits des Comics der Bernd-Pfarr-Sonderpreis für komische Kunst zuerkannt.
Seit 2011 wird der Sondermann-Preis in Fortführung des Bernd-Pfarr-Sonderpreises als Preis für Komische Kunst von dem gemeinnützigen Verein Sondermann e. V. verliehen, dem auch die Erben Bernd Pfarrs angehören. Der Hauptpreis ist mit 5000 Euro dotiert, der Förderpreis mit 2000 Euro. Die Preise werden im Rahmen einer Gala verliehen, die traditionell am 11. November, dem Geburtstag Bernd Pfarrs, stattfindet. Seit 2014 hat der Verein mehrfach auch Stipendium zur Förderung der Komischen Kunst vergeben. Die Preisverleihung für 2020 fand pandemiebedingt erst 2022 statt. 2021 wurde der Preis nicht vergeben.

### Preisträger 2004
Publikumspreis:
- Comic international: Asterix plaudert aus der Schule von Albert Uderzo und René Goscinny, Egmont Ehapa
- Comic-Eigenpublikation (national): Nichtlustig 2 von Joscha Sauer, Carlsen
- Manga/Manhwa international: Angel Sanctuary von Kaori Yuki, Carlsen
- Manga-Eigenpublikation (national): Without Identity von Sascha Schätzchen, EMA

Jurypreis:
- Newcomer 2004: Joscha Sauer (Nichtlustig 2)

### Preisträger 2005
Publikumspreis:
- Comic international: Onkel Dagobert von Don Rosa, Egmont Ehapa
- Comic-Eigenpublikation (national): Die Chronik der Unsterblichen von Wolfgang Hohlbein, Benjamin von Eckartsberg und Thomas von Kummant, Egmont Ehapa
- Manga/Manhwa international: One Piece von Eiichirō Oda, Carlsen
- Manga-Eigenpublikation (national): Dystopia von Judith Park, Carlsen
- Cartoon: Shit happens! von Ralph Ruthe, Carlsen

Jurypreis:
- Newcomer 2005: Arne Bellstorf (Acht, neun, zehn)
- Bernd-Pfarr-Sonderpreis für komische Kunst: Rudi Hurzlmeier

### Preisträger 2006
Publikumspreis:
- Comic international: Sin City von Frank Miller, Cross Cult
- Comic-Eigenpublikation (national): Adolf – der Bonker von Walter Moers, Piper
- Manga/Manhwa international: Shinshi Doumei Cross von Arina Tanemura, Tokyopop
- Manga-Eigenpublikation (national): Jibun-Jishin von Nina Werner, Carlsen
- Cartoon: Shit happens! von Ralph Ruthe, Carlsen

Jurypreis:
- Newcomer 2006: Moki (Asleep in a foreign place)
- Bernd-Pfarr-Sonderpreis für komische Kunst: Greser & Lenz

### Preisträger 2007
Publikumspreis:
- Comic international: Calvin & Hobbes von Bill Watterson, Carlsen
- Comic-Eigenpublikation (national): Cash – I See a Darkness von Reinhard Kleist, Carlsen
- Manga/Manhwa international: Death Note von Takeshi Obata und Tsugumi Ōba, Tokyopop
- Manga-Eigenpublikation (national): Gothic Sports von Anike Hage, Tokyopop
- Cartoon: Shit happens! von Ralph Ruthe, Carlsen

Jurypreis:
- Newcomer 2007: Dirk Schwieger
- Bernd-Pfarr-Sonderpreis für komische Kunst: Rattelschneck (Stulli, das Pausenbrot)

### Preisträger 2008
Publikumspreis:
- Comic international: Prinz Eisenherz von Hal Foster, Bocola
- Comic-Eigenpublikation (national): Die Sache mit Sorge von Isabel Kreitz, Carlsen
- Manga/Manhwa international: One Piece, 44. Teil, von Eiichirō Oda, Carlsen
- Manga-Eigenpublikation (national): Stupid Story 1 von Anna Hollmann, Tokyopop
- Cartoon: Shit happens! von Ralph Ruthe, Carlsen

Jurypreis:
- Newcomer 2008: Barbara Yelin
- Bernd-Pfarr-Sonderpreis für komische Kunst: Stephan Rürup

### Preisträger 2009
Publikumspreis:
- Comic international: Der Dunkle Turm von Jae Lee u. a. (Zeichnungen), Peter David und Robin Furth (Text), nach Der Dunkle Turm von Stephen King, Heyne
- Comic-Eigenpublikation (national): Prototyp von Ralf König, Rowohlt
- Manga/Manhwa international: One Piece, 48. Teil, von Eiichirō Oda, Carlsen
- Manga-Eigenpublikation (national): Stupid Story 2 von Anna Hollmann, Tokyopop
- Cartoon: Nichtlustig 4 von Joscha Sauer, Carlsen

Jurypreis:
- Newcomer 2009: Michael Meier
- Bernd-Pfarr-Sonderpreis für komische Kunst: Kamagurka

### Preisträger 2010
Publikumspreis:
- Comic: Asterix & Obelix feiern Geburtstag von René Goscinny und Albert Uderzo, Egmont Ehapa
- Manga/Manhwa: Legend of Zelda 1 von Akira Himekawa, Tokyopop
- Cartoon: Das schwarze Buch von Uli Stein, Lappan
- Webcomic (dotiert mit 1.000 Euro): Beetlebum von Johannes Kretzschmar.

Jurypreis:
- Newcomer 2010: Felix Mertikat und Benjamin Schreuder (Jakob)
- Bernd-Pfarr-Sonderpreis für komische Kunst: Ari Plikat[2]

### Preisträger 2011
Publikumspreis:
- Comic international: Das Leben von Anne Frank von Ernie Colón (Zeichnungen) und Sid Jacobson (Text), Carlsen
- Comic-Eigenpublikation (national): Haarmann von Isabel Kreitz (Zeichnungen) und Peer Meter (Text), Carlsen
- Manga international: Fairy Tail, 4. Teil, von Hiro Mashima, Carlsen
- Manga-Eigenpublikation (national): Die Wolke von Anike Hage, nach Die Wolke von Gudrun Pausewang, Tokyopop
- Webcomic (dotiert mit 1.000 Euro): Entoman von David Füleki

Jurypreis:
- Newcomer 2011: Asja Wiegand
- Bernd-Pfarr-Sonderpreis für komische Kunst: Eugen Egner

### Preisträger 2012
Publikumspreis:
- Comic international: Habibi von Craig Thompson, Reprodukt
- Comic-Eigenpublikation (national): Steam Noir von Felix Mertikat (Zeichnungen) und Benjamin Schreuder (Text), Cross Cult
- Manga international: Pretty Guardian Sailor Moon von Naoko Takeuchi, EMA
- Manga-Eigenpublikation (national): Stupid Story 3 von Anna Hollmann, Tokyopop
- Webcomic (dotiert mit 1.000 Euro): Das Leben ist kein Ponyhof von Sarah Burrini

Jurypreis:
- Newcomer 2012: Aisha Franz
- Bernd-Pfarr-Sonderpreis für komische Kunst: Christoph Niemann

### Preisträger 2013
- Sondermann-Preis für Komische Kunst: Hilke Raddatz
- Förderpreis: Katharina Greve

### Preisträger 2014
- Sondermann-Preis für Komische Kunst: Ernst Kahl
- Förderpreis: Sebastian Lörscher
- Stipendium: Leonard Riegel

### Preisträger 2015
- Sondermann-Preis für Komische Kunst: Michael Sowa
- Förderpreis: Leonard Riegel
- Stipendium: Ella Carina Werner

### Preisträger 2016
- Sondermann-Preis für Komische Kunst: Thomas Kapielski
- Förderpreis: Jan Böhmermann
- Stipendium: Fabian Lichter

### Preisträger 2017
- Sondermann-Preis für Komische Kunst: Hans Traxler
- Förderpreis: Kathrin Fricke
- Stipendium: Daniel Sibbe

### Preisträger 2018
- Sondermann-Preis für Komische Kunst: Otto Waalkes
- Förderpreis: Anna Haifisch
- Stipendium: Paula Irmschler

### Preisträger 2019
- Sondermann-Preis für Komische Kunst: Nicolas Mahler
- Förderpreis: Stefanie Sargnagel
- Stipendium: Adrian Schulz

### Preisträger 2020
- Sondermann-Preis für Komische Kunst: Elias Hauck und Dominik Bauer
- Förderpreis: Shahak Shapira

### Preisträger 2022
- Sondermann-Preis für Komische Kunst: Sven Regener
- Förderpreis: Teddy Teclebrhan

### Preisträger 2023
- Sondermann-Preis für Komische Kunst: Nikolaus Heidelbach
- Förderpreis: Nadine Redlich

### Preisträger 2024
- Sondermann-Preis für Komische Kunst: Rainald Grebe
- Förderpreis: Samuel Eschmann

## Sondermann-Verein
Seit 2011 existiert der gemeinnützige Sondermann e. V., der den Sondermann-Preis sowie ein jährliches Stipendium zur Förderung der Komischen Kunst vergibt. Er ist dem Andenken Bernd Pfarrs sowie der Förderung komischer Produktionen allgemein verpflichtet. Außerdem begleitet der Verein den Bau komischer Skulpturen im Stadtgebiet Frankfurt-Main, wie etwa des Sondermann-Denkmal in Frankfurt-Bonames. Neben den Erben Bernd Pfarrs sind unter anderen Andreas Platthaus, Uwe Wittstock und Hans Zippert Mitglieder.